# Campionati europei di tuffi 2017 - Squadra mista
La gara a squadre ai Campionati europei di tuffi 2017 si è svolta il 12 maggio 2017 e vi hanno preso parte 10 coppie miste di atleti.

## Medaglie
| Posizione | Atleti                                | Paese   |
| --------- | ------------------------------------- | ------- |
| Oro       | Laura Marino Matthieu Rosset          | Francia |
| Argento   | Viktorija Kesar Oleksandr Horškovozov | Ucraina |
| Bronzo    | Nadežda Bažina Viktor Minibaev        | Russia  |

## Risultati
| Pos. | Atleti                                | Nazionalità   | Finale | Finale |
| Pos. | Atleti                                | Nazionalità   | Punti  | Pos.   |
| ---- | ------------------------------------- | ------------- | ------ | ------ |
|      | Laura Marino Matthieu Rosset          | Francia       | 372.40 | 1      |
|      | Viktorija Kesar Oleksandr Horškovozov | Ucraina       | 366.55 | 2      |
|      | Nadežda Bažina Viktor Minibaev        | Russia        | 366.10 | 3      |
| 4    | Alëna Chamul'kina Vadzim Kaptur       | Bielorussia   | 355.70 | 4      |
| 5    | Chiara Pellacani Vladimir Barbu       | Italia        | 354.00 | 5      |
| 6    | Lois Toulson Matthew Lee              | Gran Bretagna | 351.20 | 6      |
| 7    | Celine van Duijn Joey van Etten       | Paesi Bassi   | 317.40 | 7      |
| 8    | Maria Kurjo Patrick Hausding          | Germania      | 289.20 | 8      |
| 9    | Emma Gullstrand Vinko Paradzik        | Svezia        | 281.40 | 9      |
| 10   | Anca Şerb Aurelian Dragomir           | Romania       | 250.30 | 10     |